# Пальцево (Грязовецкий район)
Пальцево — деревня в Грязовецком районе Вологодской области на реке Комья.
Входит в состав Комьянского муниципального образования, с точки зрения административно-территориального деления — в Комьянский сельсовет.
Расстояние по автодороге до районного центра Грязовца — 28,9 км, до центра муниципального образования Хорошево — 6,8 км. Ближайшие населённые пункты — Подсосенье, Быково, Семернино.

## Население
| 2010 |
| ---- |
| 0    |

По переписи 2002 года население составляло 1 человек.